# Hans Tietmeyer

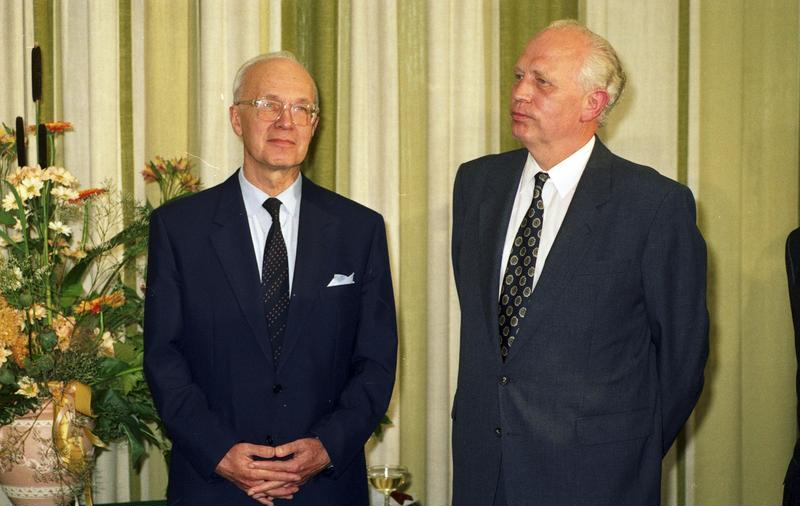
Hans Tietmeyer (rechts) met zijn voorganger als president van de Deutsche Bundesbank Helmut Schlesinger (1991).

Johannes Bernhard Josef "Hans" Tietmeyer (18 augustus 1931 – 27 december 2016) was een Duits econoom en bankier.

## Loopbaan
Tietmeyer begon in 1962 als ambtenaar op het West-Duitse ministerie van Economische Zaken. In 1982 werd hij staatssecretaris bij het ministerie van Financiën. In die functie was hij verantwoordelijk voor het financieel en monetair beleid van de Bondsrepubliek Duitsland en vertegenwoordigde hij de Bondsrepubliek in het Internationaal Monetair Fonds (IMF). Op 20 september 1988 werd er door de Rote Armee Fraktion een mislukte moordaanslag op hem gepleegd. Op de dienstauto van Tietmeyer werd met half-automatische geweren geschoten. Hij bleef ongedeerd en ging dezelfde dag weer aan het werk. De aanslag werd in verband gebracht met een grote bijeenkomst in de Bondsrepubliek van het IMF en de Wereldbank, die Tietmeyer aan het voorbereiden was.
Vanaf 1989 was Tietmeyer als vertrouweling van bondskanselier Helmut Kohl belast met de praktische uitvoering van de muntunie tussen West- en Oost-Duitsland. In 1990 trad hij toe tot de directie van de Deutsche Bundesbank. Hij had felle kritiek op Kohl, die Duitsland in grote schulden stak om de eenwording te financieren. Op 1 oktober 1993 werd Tietmeyer voorzitter van de Bundesbank. Hij bleef in functie tot 31 augustus 1999, toen de Bundesbank opging in de Europese Centrale Bank. Tietmeyer geloofde in een stabiele Duitse mark als hoeksteen van een geordend, verantwoordelijk leven en verdedigde de onafhankelijkheid van de centrale bank tegenover de politiek.
Hans Tietmeyer werd op 18 augustus 1931 in Metelen geboren in een katholiek gezin met elf kinderen. Hij overleed in 2016 op 85-jarige leeftijd.
- Bibsys: 90660552
- Bibliothèque nationale de France: cb12448375m (data)
- CiNii: DA05659631
- Gemeinsame Normdatei: 120113848
- International Standard Name Identifier: 0000 0001 1672 2559
- Library of Congress Control Number: nr92002405
- Bibliotheek van het Japanse parlement: 01102034
- Nationale Bibliotheek van Tsjechië: jn20000605326
- Nationale Bibliotheek van Israël: 987007282623705171
- Nederlandse Thesaurus van Auteursnamen: 067741983
- Parlement.com: vjc6i4ugqnqj
- Système universitaire de documentation: 033635900
- Virtual International Authority File: 73947655
- WorldCat: E39PBJfX3BMMPdBWvD4VwhGGpP